# 横井千秋
横井 千秋（よこい ちあき、元文3年3月1日（1738年4月19日） - 享和元年7月24日（1801年9月1日））は、江戸時代中期の尾張藩士・国学者。千秋は雅号であり、諱は時広（ときひろ）、後に宏時（ひろとき）。通称は金吾・吉平・十郎左衛門。その他の号は田守・木綿苑。本居宣長の門人で『古事記伝』の刊行に尽力した。
尾張藩士・横井時醇と同藩士・玉置直連の娘の次男として生まれる。宝暦8年（1758年）に兄・横井時辰の跡を次いで700石を与えられる。側小姓から書院番頭・部屋用人（御用人）などを務める。天明5年（1785年）に本居宣長の門人となるも、公務のためにもっぱら書状で指導を受けることになった。
天明7年（1787年）には『白真弓』を藩主徳川宗睦に献上して、国学の教育機関である国学館建設を訴えた。宣長は東照大権現（徳川家康）が天照大御神の意向によって天下を鎮撫し、天照大御神の末裔である天皇の代わりに東照大権現の末裔である徳川将軍家に天下の政を一任しているのは、この命令に基づくものであるとする「御任（みよさし）」論（国学的な大政委任論）を唱えており、千秋の『白真弓』はその思想を押し進めて藩政改革に生かすことを目指したものであった。翌年には同志5名と熱田神宮において、藩政改革の誓いを立てている。
だが、千秋の意見は藩の採用するところにならず、寛政4年12月29日（1793年2月9日）に致仕している。また、宣長の著書である『古事記伝』や『古今集遠鏡』が刊行されないのを嘆いて私財を投じてその刊行の実現に奔走し、尾張藩の要人に献上する工作を行った。宣長は著書『神代正語』にて、千秋を「横井千秋主」と最上級の敬称で記して門人として格別な評価を与えている。隠居後は宣長を継いで『日本書紀』の改訓を企てるが、実現することなく病没した。
著書の多くは火災によって失われたとされ、『八尺勾瓊考』『天真中詞』など数編が残されているのみである。